# 板垣伴信
板垣伴信（1967年4月1日—）是日本遊戲設計師。目前是游戏公司板垣ゲームズ的创始人；他曾担任特库摩的游戏制作人，英靈殿遊戲工作室代表董事和CTO。代表作為《生死格鬥系列》、《忍者外傳系列》。

## 來歷
1992年从早稻田大学法律系畢業後，進入特库摩。當時世嘉也是他的後補志願，但因為以「坐電車只要一站就能到達公司的距離」為由加入特库摩。因為擅長程式編製程序而被轉為開發人員。第一份工作是《足球小將IV》，自己負責的3D傳球畫面雖然未受到好評、卻有著要將遊戲性與技術性必須高度融合的獨特哲學。1996年開始製作《生死格鬥系列》，並且因為開發同作和《忍者外傳系列》而成為率領Team NINJA的統括部長。
板垣在2008年5月14日對特库摩及其社長安田善巳提起請求支付報酬和賠償費總計1億4800万圓之訴，同年7月1日發表離職聲明；之後特库摩在同年6月18日將板垣解雇。而板垣又以不法解雇提起損害賠償，使得其請求金額達到1億6400万95圓。這個訴訟後來與在2010年2月26日成立的光榮特庫摩控股達成和解。
之後，岡本好古、江原克則、松井宏明等Team NINJA時代的部下總計22名以上職員都從特库摩離職，並且和包括《VR快打5》（世嘉）的開發者等新成員合計超過44人一起組成開發小隊「東京維京」（當時的暫定名稱）。這時小隊所屬公司還不明，2010年3月才發表加入由原特库摩職員兼松聰作為CEO而創立的英靈殿遊戲工作室。英靈殿遊戲工作室的官網中記載板垣離開特库摩的日子，並非特库摩解雇他的6月18日，而是7月1日。
2017年8月，板垣伴信宣布卸任英靈殿遊戲工作室的代表董事和CTO职位，改为担任公司顾问。
2017年11月,擔任ソフトギア股份有限公司的「メタル顧問」。
2021年1月18日，他在自己的臉書帳號上宣布要設立自己的遊戲工作室「板垣ゲームズ（Itagaki Games）」。

## 人物
已婚且有一個女兒。在大眾媒體面前經常戴著墨鏡並且有很毒舌的發言。另外會戴著墨鏡的理由是在賭場裡「為了不要被人看穿眼神」。
臉部由於皮膚炎症，造成失相，所以在華語圈玩家中有「硫酸臉」的綽號。

### 小故事
- 在訪談中透露尊敬的製作人是小島秀夫。
- 評論Ecole Software的真鍋賢行是「作出傳說的射擊遊戲《死亡火槍》的人」。另外他和真鍋也是好酒友。
- 自己說出最討厭的五个游戏是铁拳1、铁拳2、铁拳3、铁拳4、铁拳5。[5]。
  - 討厭鐵拳的理由是「在招商會中，TECMO販賣負責人員遭到南夢宮販賣部長無禮的對待」。但由於本來就認為鐵拳是PS的王者，加上南夢宮的販賣部長也已經離職，所以現在對鐵拳沒有特別的隔閡[6]
- 興趣是攝影。在離開特库摩的訪談中，自称：「職業：攝影家；興趣：遊戲製作。」
- 自己舉出最想要傳給後世的遊戲，分別是雙陸棋、麻將、《Image Fight》、《雷電》、《Parodius Da!》、《生死格鬥4》、《生死格鬥：沙灘排球2》、《忍者外傳2》、《忍者外傳 龍劍》、《地球防衛軍3》。
- 2008年5月神谷英樹在製作《魔兵驚天錄》時，評論說「在自己作出《惡魔獵人》後的8年內，動作遊戲都沒進化」；板垣對此吐嘈「難不成神谷在這8年內一直在睡覺嗎。拜託，不要再睡了，該爬起來啦。這是我唯一對他的請求」[7]。國外媒體則因此朝《惡魔獵人4》及《忍者外傳》之間的大戰的方向來作報導。[8]。但是神谷表示「我討厭他的事情並不是事實」[9]。
- 雖然做出《生死格鬥》和《忍者外傳》等在海外也相當成功的作品，卻說出「根本沒想過要做出適合海外向的遊戲」、「從最初開始就沒有打破日本風格的框架」。
- 對於無雙系列的遊戲，評論：「就只是做一份拿著大刀或大鐮在甘藍菜田收割幾千個甘藍菜的工作。」「表現出數千個甘藍菜的東西，還說很厲害，這真是愚蠢！」

## 作品列表
- 生死格鬥系列
- 忍者外傳
- 忍者外傳 黑之章
- 忍者外傳 龍劍
- 忍者外傳2
- 惡魔三人組

## 備註
1. ↑  法米通 No.1007
2. ↑  代表取締役退任のお知らせ （页面存档备份，存于）.ValhallaGameStudios.2017-08-24.[2017-08-24].
3. ↑  . ファミ通.com. 2018-01-15  [2018-03-25]. （原始内容存档于2020-08-24）.
4. ↑  .   [2021-01-19]. （原始内容存档于2021-01-18）.
5. ↑  1UP.com（英語網站）的訪談 　Itagaki's Hit List from 1UP.com （2005年9月29日） （页面存档备份，存于）
6. ↑  板垣×原田對談（中編） http://www.famitsu.com/news/201201/30009171.html （页面存档备份，存于）
7. ↑  kotaku的訪談（2008年7月31日）Tomonobu Itagaki Mehs Okami, Respects Kutaragi （页面存档备份，存于）
8. ↑  板垣伴信×小林裕幸特別對談(1) http://www.famitsu.com/news/201204/16012840.html （页面存档备份，存于）
9. ↑  .   [2019-10-30].

## 外部連結
- 板垣伴信的Facebook專頁
- 英靈殿遊戲工作室 （页面存档备份，存于）
- 板垣伴信在MobyGames上的資料